# Legousia pentagonia
Legousia pentagonia là loài thực vật có hoa trong họ Hoa chuông. Loài này được (L.) Thell. mô tả khoa học đầu tiên năm 1908.